# Backwell
Backwell – wieś w Anglii, w hrabstwie ceremonialnym Somerset, w dystrykcie (unitary authority) North Somerset. Leży 12 km na zachód od miasta Bristol i 182 km na zachód od Londynu. Miejscowość liczy 5455 mieszkańców.